# أراليا شواكة
أراليا شواكة (الاسم العلمي:Aralia ferox) هي نوع من النباتات تتبع جنس الأراليا من الفصيلة الأرالية.